# Comuna Cerepcăuți, Adâncata
Cerepcăuți (în ucraineană Черепківці, transliterat: Cerepkivți) este o comună în raionul Adâncata, regiunea Cernăuți, Ucraina, formată din satele Cerepcăuți (reședința) și Volcinețul Nou.

## Demografie
Componența lingvistică a comunei Cerepcăuți
     Ucraineană (95,98%)
     Rusă (2,24%)
     Română (1,33%)
     Alte limbi (0,37%)
Conform recensământului din 2001, majoritatea populației comunei Cerepcăuți era vorbitoare de ucraineană (95,98%), existând în minoritate și vorbitori de rusă (2,24%) și română (1,33%).